# Subnautica 2
Subnautica 2 — будущая компьютерная игра в жанрах приключенческого экшена и симулятора выживания с открытым миром, разрабатываемая компанией Unknown Worlds Entertainment. Это второе самостоятельное продолжение Subnautica и третья игра в серии после Subnautica: Below Zero.

## Игровой процесс
Действие Subnautica 2 развернётся на новой планете. В игре будет представлен как однопользовательский режим, так и кооперативный режим для четырёх человек.

## Разработка
7 апреля 2022 года было подтверждено, что «следующая игра во вселенной Subnautica» находится в разработке. Согласно финансовому отчёту издателя игры Krafton, опубликованному в ноябре 2022 года, выпуск игры назначен на 2025 год. 8 февраля 2024 года Krafton опубликовала очередной отчёт, в котором проект описывался как «многопользовательский сервис». Это вызвало отрицательную реакцию фанатов, после которой разработчики уточнили, что в игре не будет «ни сезонных пропусков, ни боевых пропусков, ни подписки». В 2024 году в социальных сетях разработчика были опубликованы первые изображения игры; также скриншоты-тизеры были добавлены в Subnautica. 17 октября 2024 года в рамках Xbox Partner Showcase был представлен кинематографический трейлер игры. Было объявлено, что игра будет доступна на ПК и Xbox Series X/S, а ранний доступ начнётся в 2025 году. В отличие от предыдущих игр серии, Subnautica 2 разрабатывается на движке Unreal Engine 5.
В июле 2025 года компания Krafton сменила руководство студии Unknown Worlds, уволив генерального директора Теда Гилла, а также сооснователей Чарли Кливленда и Макса МакГуайра. Их место занял Стив Папутсис, ранее занимавший должности исполнительного и старшего продюсера в Striking Distance Studios — разработчике The Callisto Protocol. После объявления о перестановках студия вновь подтвердила, что будущая игра не будет содержать подписок, лутбоксов, боевых пропусков и микротранзакций. 9 июля 2025 года стало известно, что выпуск проекта в раннем доступе откладывается до 2026 года — разработчики решили добавить больше контента. Об этом сообщили за несколько месяцев до того, как студия могла бы претендовать на бонус в 250 миллионов долларов, положенный при выполнении планов по выручке к концу 2025 года. На фоне недовольства сообщества сменой руководства компания Krafton заявила, что прежние управленцы были отстранены за фактическое бездействие, которое привело к серьёзным задержкам в разработке Subnautica 2. Также было раскрыто, что релиз ранней версии изначально был запланирован на начало 2024 года. 10 июля сооснователь студии Чарли Кливленд сообщил, что подал на Krafton в суд.